# ヴィゼウ
ヴィゼウ （Viseu [viˈzew] ( 音声ファイル)）は、ポルトガル・ヴィゼウ県の県都・都市。市単体では98,753人（2006年）の人口だが、ヴィゼウ都市圏としては354,162人の人口を抱える。
この国内中心で重要なハブとして、重要なヨーロッパ・ロードA25が交差し、アヴェイロとグアルダの外港、及びスペインのサラマンカとつながる。IP3とA24はコインブラと、スペイン国境のシャヴェスをつなぎ、ヴィゼウを南から北へ貫く。1980年代までヴィゼウは沿岸部との鉄道網を持っていたが、現在は廃止されている。現在、市は鉄道網を持たないヨーロッパの大都市の一つである。

## 歴史と観光
ヴィゼウの名前が登場するのは古代ローマ帝国時代に遡り、中世初期には古代ローマ時代の名viso（良い眺め、を意味する）からヴィゼウと呼ばれていた。

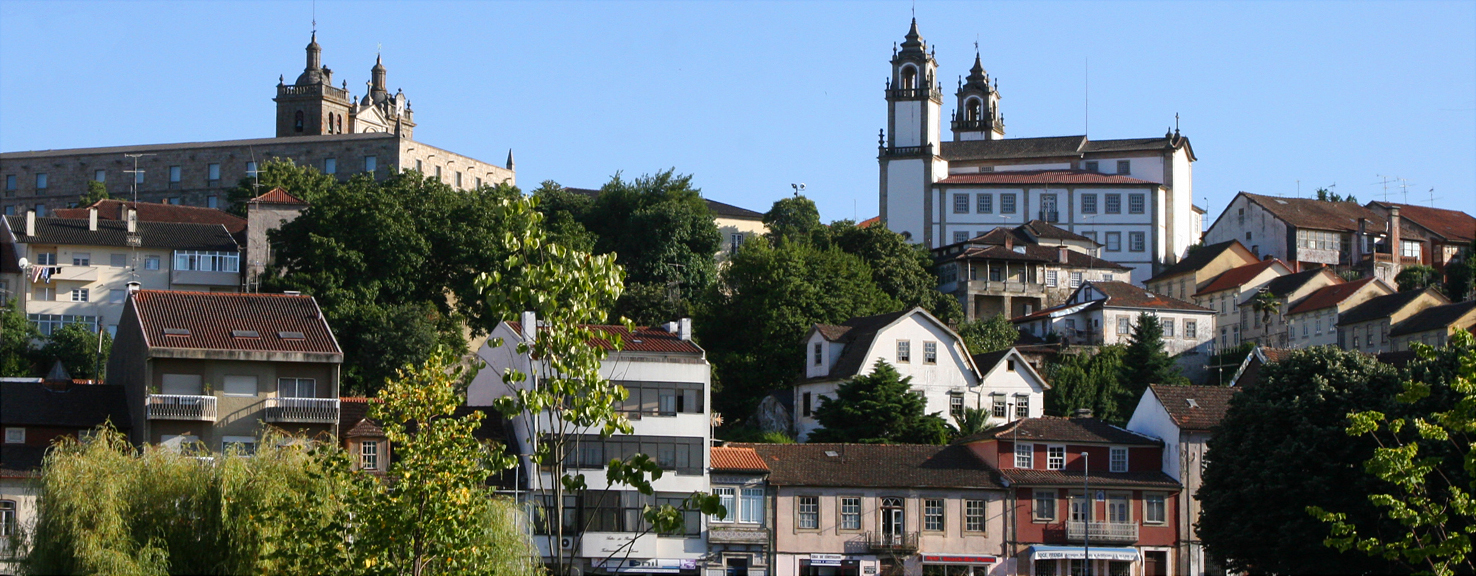
ヴィゼウのパノラマ

ヴィゼウには、ケルト系のルシタニア人解放のためローマ人と戦った英雄ヴィリアトゥスの像（マリアノ・ベンリウレ作）がある。693年、ヴィゼウは全土を支配したムーア人によって攻略された。830年よりヴィゼウ大聖堂が建つ。
ヴィゼウは、16世紀の偉大なポルトガル人画家で、通称偉大なるヴァスコと呼ばれるヴァスコ・フェルナンデスの生誕地である。彼の作品を多く収めるグラォン・ヴァスコ美術館、彼の名前を冠したホテル、学校、ワインのブランドですらある。美術館は古い司教館を転用したもので、フェルナンデスの傑作数点及び、ヴィゼウ派画家らの作品がある。
市内には教会と修道院、礼拝堂が多い。大聖堂に加えて6つの主要教会、2つの修道院、司教館がある。大聖堂内には宗教美術館がある。

## 地理
ヴィゼウ市は、ヴィゼウ台地（Planalto de Viseu）と呼ばれる場所の中央に位置する。北をレオニル、モンテムロ、レパいった山系、北東をアラド山系、南から南東をエストレーラ山脈とロウサ山系、西をカラムロ山系に囲まれている。

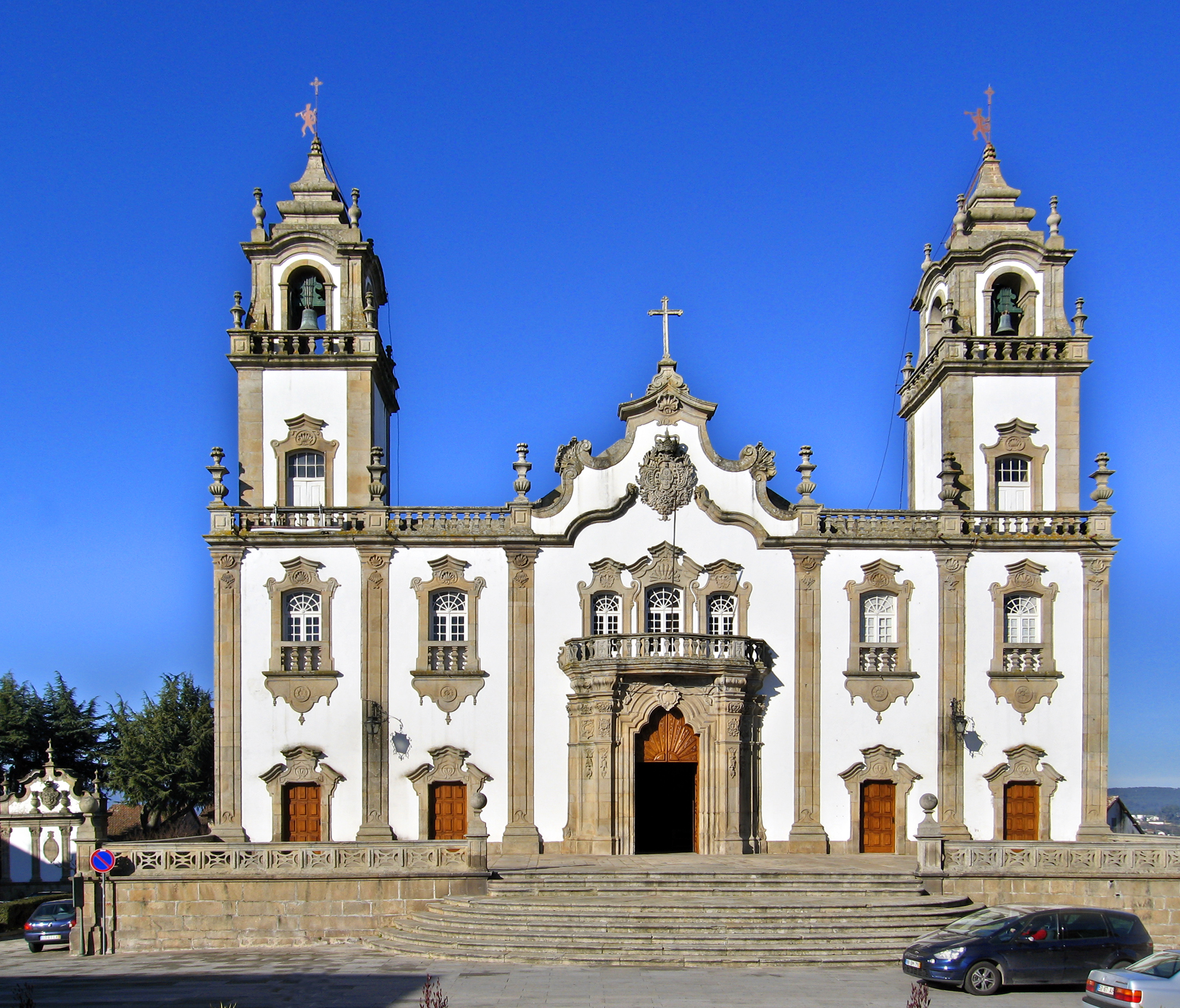
ミゼリコルディア教会

自治体は400メートルから700メートルの標高の間に広がる不規則な山肌で特色づけられる。荒削りな地形には多くの水路がある。ヴォウガ、リオ・ダォン、パイヴァの3つの水域がある。
気候の変わり目に位置する地帯であり、いくつかの微気候がある。それゆえに、ヴィゼウの気候は厳しい極度の高気温の存在に特色づけられ、冬は湿気があり熱く乾燥する夏がある。

## 統計
1960年代の10年間の移民政策の結果、ヴィゼウは深刻な人口減少に陥った。かつての旧ポルトガル領植民地を後にせざるを得なかった人々が帰国し、同時に1970年代後半に自然環境成長が始まると、自治体人口は10%の増加に転じ83,261人を数えた。この時期以降、1991年調査で人口83,601人になるなどほぼ人口増加は停滞している。

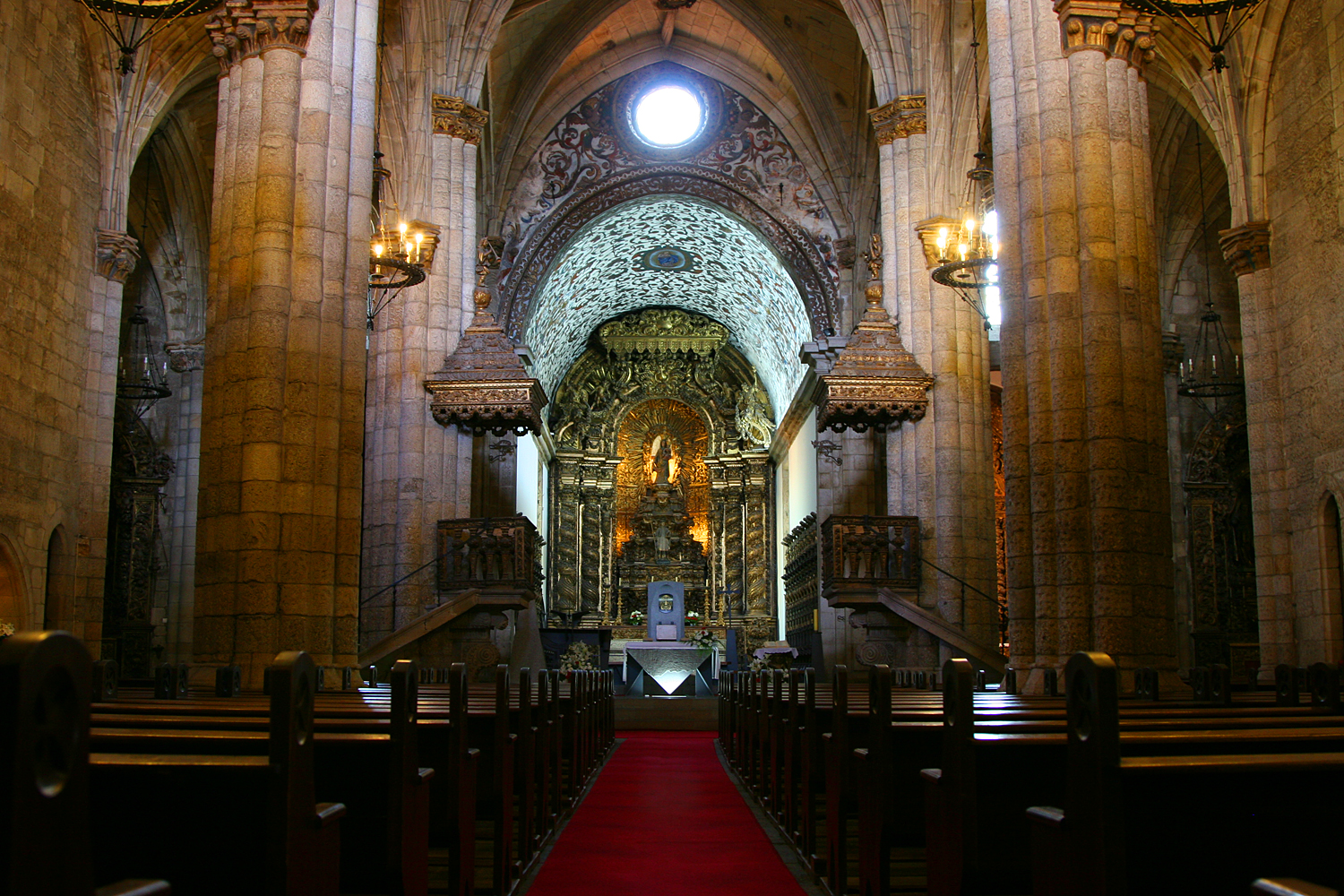
ヴィゼウ大聖堂内部

## 経済
有名なワインDãoと、毎年開催される農業祭がある。地元の手工芸品には黒色陶器、ボビン・レース、刺繍、銅と錬鉄の工芸品がある。主要産業中心地とよい関係にある数社が市内にある。ヴィゼウはレイリアとともに、国の急激に成長する経済中心地となっている。

## 教育
ヴィゼウには、教育・科学技術・農学の工芸学校インスティトゥト・ポリテークニコ・デ・ヴィゼウがある。市は県政府に工芸学校を大学に昇格させるよう働きかけているが、まだ達成されていない。ポルトガル・カトリック大学とピアジェ研究所の分校がある。

## 教区
- Abraveses
- Barreiros
- Boa Aldeia
- Bodiosa
- Calde
- Campo
- Cavernães
- Cepões
- Coração de Jesus
- Cota
- Couto de Baixo
- Couto de Cima
- Fail
- Farminhão
- Fragosela
- Lordosa
- Mundão
- Orgens
- Povolide
- Ranhados
- Repeses
- Ribafeita
- Rio de Loba
- Santa Maria de Viseu
- Santos Evos
- São Cipriano
- São João de Lourosa
- São José
- São Pedro de France
- São Salvador
- Silgueiros
- Torredeita
- Vil de Souto
- Vila Chã de Sá

## ギャラリー

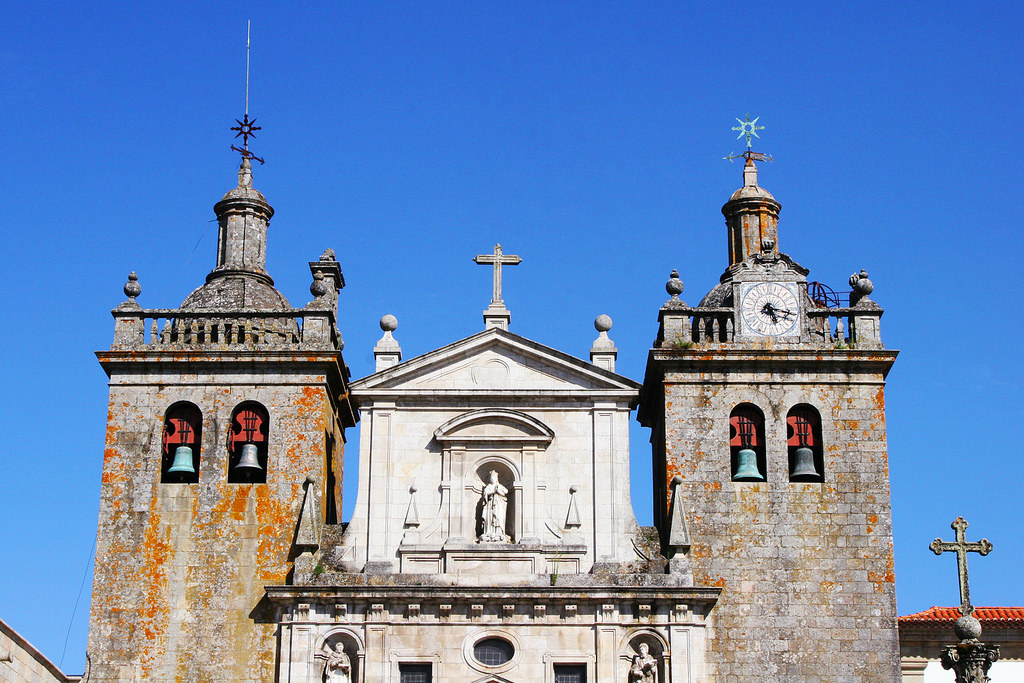
ヴィゼウ大聖堂の塔とファサード
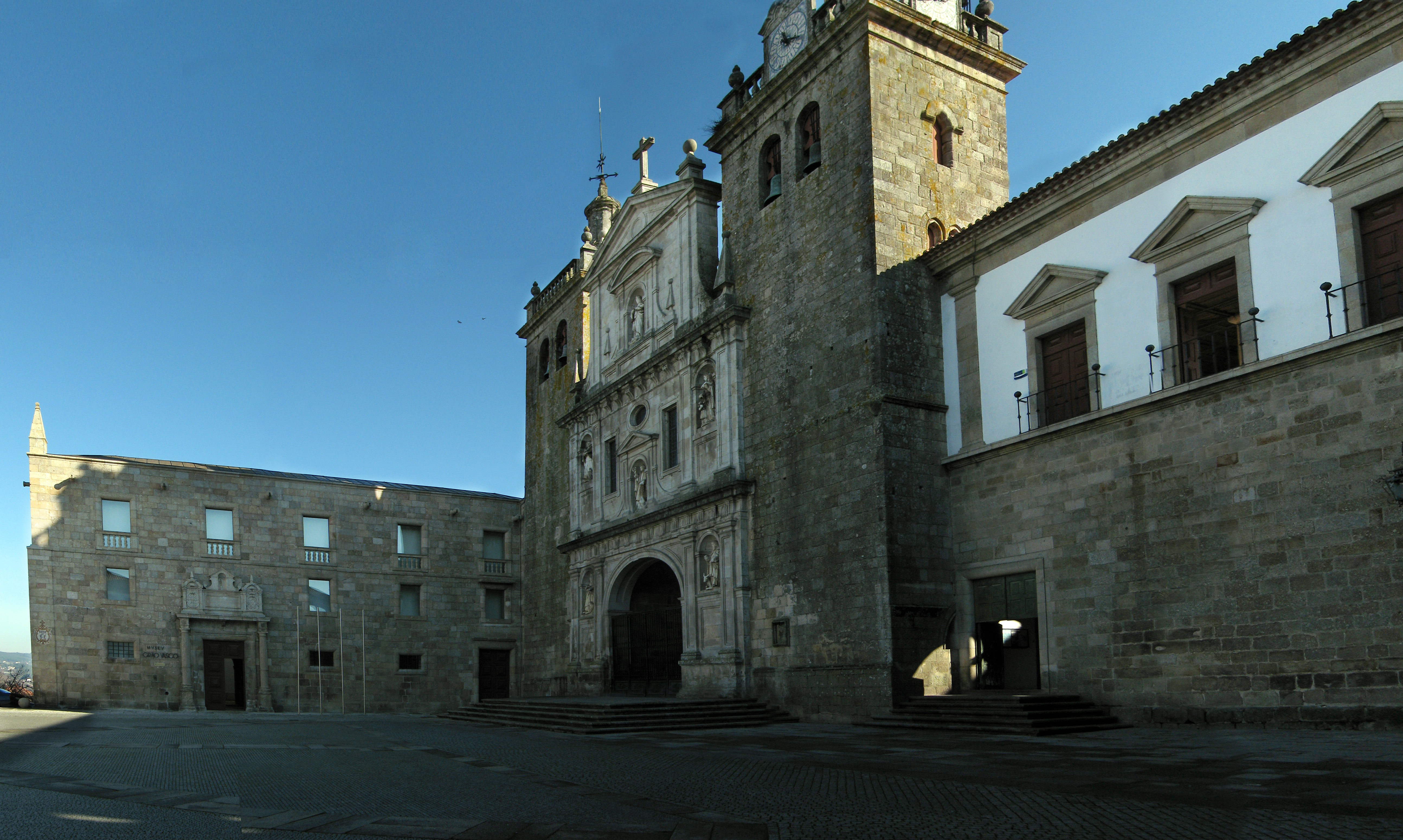
ヴィゼウ大聖堂
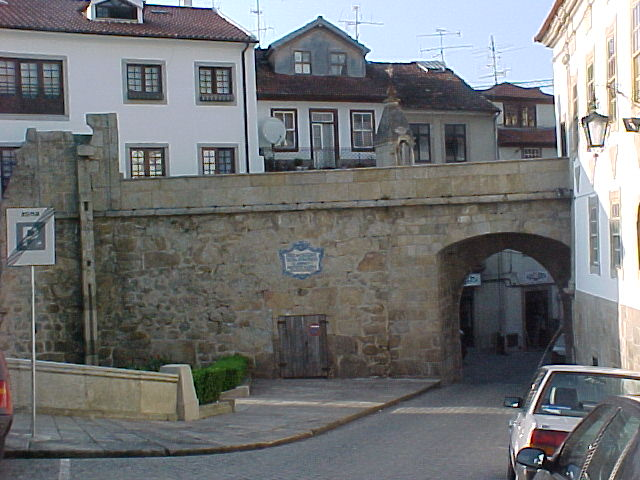
市城壁の遺跡
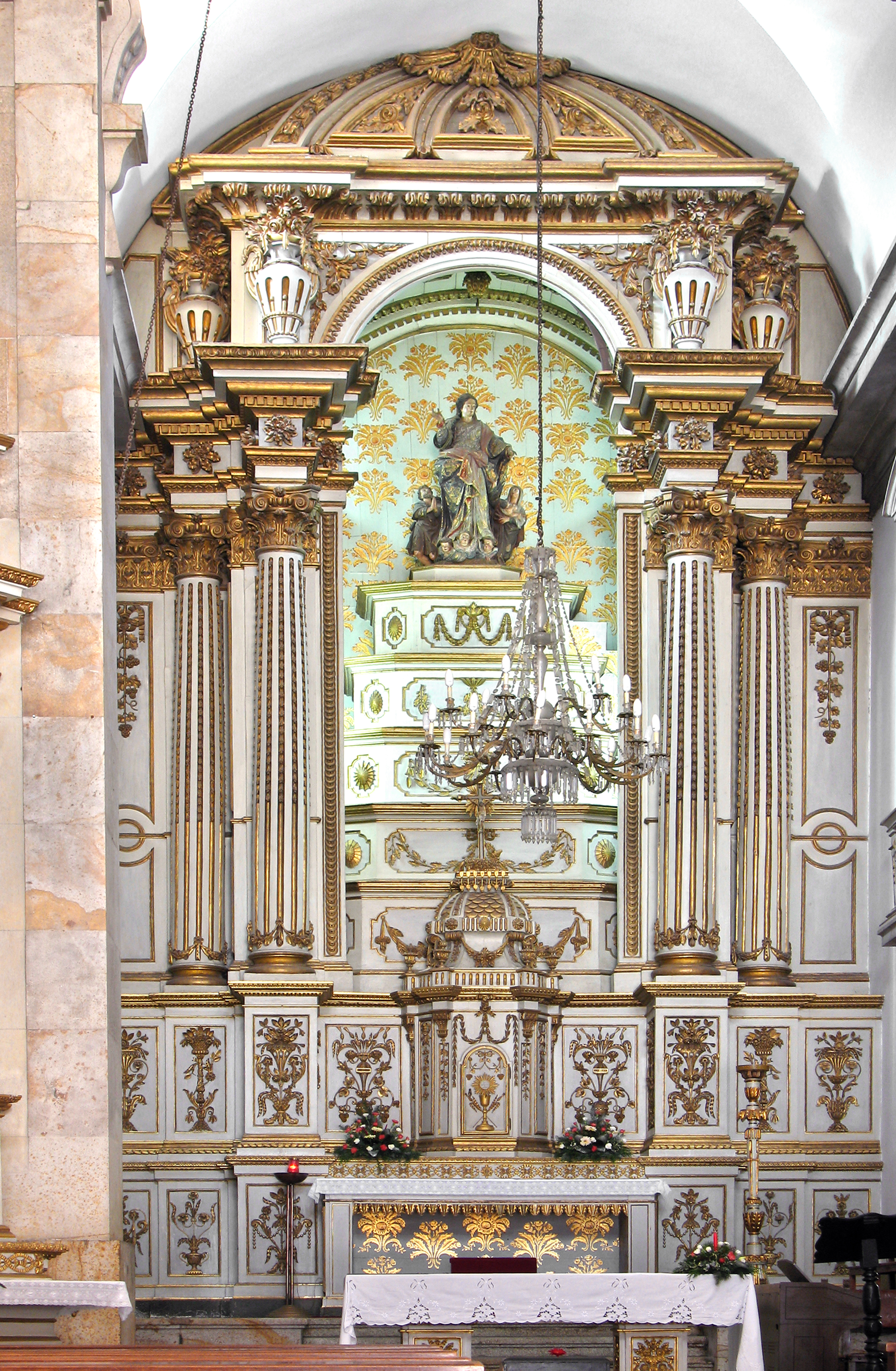
ミゼリコルディア修道院の祭壇

## 著名な出身者
- ドゥアルテ1世（ポルトガル王国王。在位 : 1433年 - 1438年）
- ヴァスコ・フェルナンデス（画家）
- ジョアン・デ・バロス（歴史家）
- カルロス・ロペス（元長距離選手。ロサンゼルスオリンピック金メダリスト）
- パウロ・ソウザ（元サッカー選手、現サッカー指導者。元ポルトガル代表）
- ジョアン・フェリックス（サッカー選手・チェルシーFC所属。ポルトガル代表）

## 参照
1. ↑  UMA POPULAÇÃO QUE SE URBANIZA, Uma avaliação recente - Cidades, 2004 Archived 2007年6月20日, at the Wayback Machine. Nuno Pires Soares, Instituto Geográfico Português (Geographic Institute of Portugal)